# Norfolk Terrier
Le Norfolk Terrier, originaire de Grande-Bretagne, est le plus petit des terriers de travail (par opposition aux terriers d'agrément). Il fait partie de la branche des terriers utilisés aux XVIIIe et XIXe siècles comme des chasseurs de nuisible et, pour ce qui concerne le Norfolk, comme ratiers. Avant 1960, date à laquelle il a été reconnu comme une race à part entière, il était considéré comme une variété du Norwich terrier, qui s'en distinguait par ses oreilles repliées.

## Description
C’est un petit chien rustique (la hauteur idéale au garrot est de 25-26 cm, le poids maximum de 7 kilos), bas sur pattes, ardent, ramassé et solide. Il ne doit pas être trop gracile et pencher vers le format « toy ». Il ne doit pas non plus être trop lourd et s'écarter du profil « ratier ». Il a le dos court, de la substance et de l’os. Les cicatrices glorieuses, inévitables (chez un terrier) sont admises.
Le crâne est large et légèrement arrondi, de bonne largeur entre les oreilles, avec un stop bien marqué. Le museau est fort, en forme de coin, et sa longueur est inférieure d’environ un tiers à la longueur du crâne, de l’occiput à la partie inférieure du stop. Les lèvres sont serrées, les mâchoires fortes. Les dents sont fortes et assez grandes ; elles présentent un articulé en ciseaux parfait et régulier, c’est-à-dire que les incisives supérieures recouvrent les inférieures dans un contact étroit et sont implantées bien d’équerre par rapport aux mâchoires.
Les yeux sont de forme ovale et bien enfoncés dans les orbites, de couleur marron foncé ou noire. Ils expriment la vivacité, l’ardeur et l’intelligence.
Les oreilles sont de taille moyenne, en forme de V mais légèrement arrondies à l’extrémité, tombant vers l’avant contre la joue.

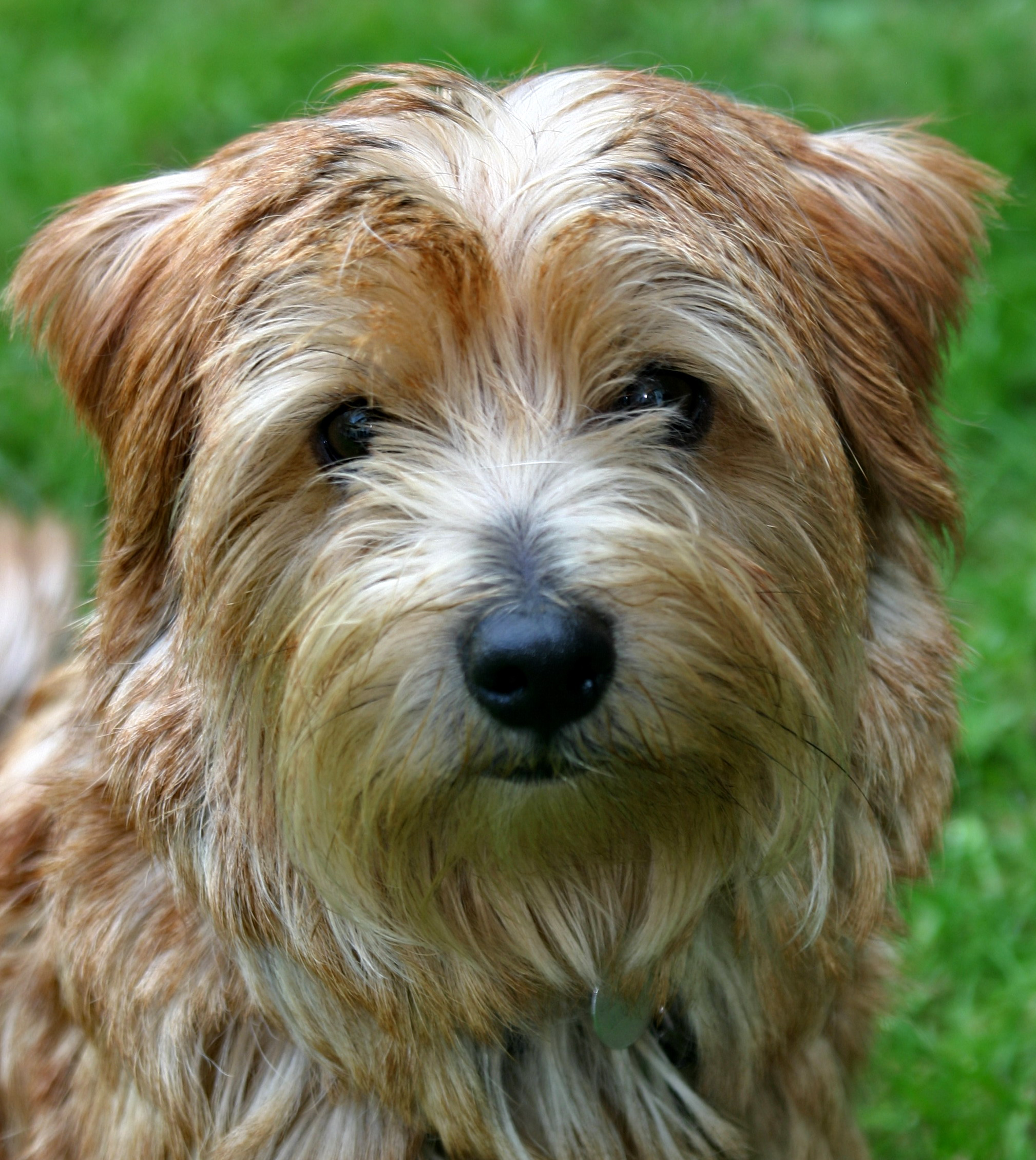
Tête typique du Norfolk Terrier.

Le cou est fort, de longueur moyenne. Le corps est compact, le dos est court, la ligne du dessus est horizontale et les côtes sont bien cintrées.
Auparavant la caudectomie était facultative.  
a) Moyennement écourtée, attachée au niveau de la ligne du dessus et portée dressée.
b) Queue de longueur modérée pour l’équilibre général du chien ; épaisse à la naissance et s’amenuisant vers l’extrémité ; aussi droite que possible, portée fièrement mais sans être gaie à l’excès.
Les membres antérieurs sont courts, puissants et droits, aux contours nets avec une épaule dégagée et bien oblique, dont la longueur se rapproche de celle du bras.
L'arrière-main est musclée, assurant une grande puissance de propulsion. Le grasset est bien angulé, les jarrets bien descendus et droits quand ils sont vus de derrière. Les pieds sont ronds, avec des coussinets épais.
L'allure est franche, rasante avec beaucoup d’impulsion.  Le mouvement à partir de l’épaule est droit devant.  Les membres postérieurs suivent la piste des antérieurs et jouent librement à partir des hanches.  Bonne flexion du membre au niveau du grasset et du jarret.  La ligne du dessus reste horizontale.
Le poil est dur et droit, couché contre le corps, avec une texture « fil de fer ».  Il est plus long et plus ébouriffé sur le cou et les épaules.  Le poil sur la tête et les oreilles est court et lisse, mis à part les légères moustaches et les sourcils. La robe se présente dans tous les tons de rouge, froment, noir et feu ou grisonné.  Les marques ou plages blanches sont peu souhaitables mais admises.

## Comportement et tempérament

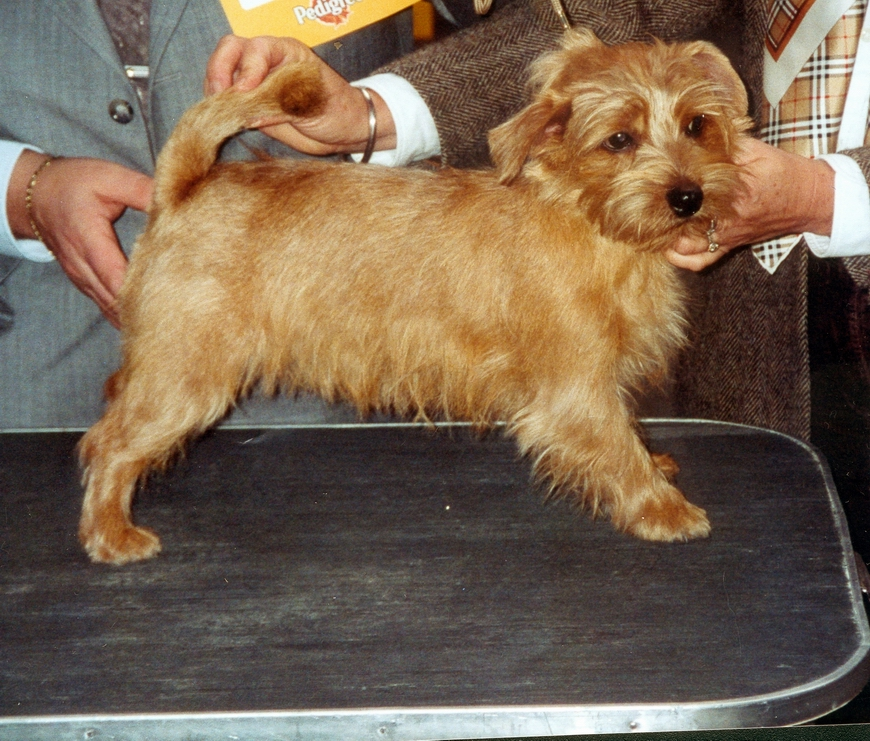

Le standard précise que le Norfolk, « vif et intrépide, est un démon pour sa taille ».  De nature aimable, il ne doit pas être agressif, même s'il doit être capable de se défendre le cas échéant. Avec le Norwich Terrier et le Border Terrier, il a un des meilleurs caractères du groupe des terriers. 
Le Norfolk Terrier est un chien de compagnie agréable et son niveau d'activité s'adapte à la taille de son environnement. Ils ne doit pas être tenu en permanence à l'extérieur car il ne s'épanouit qu'au contact de l'être humain. À l'extérieur, il conserve son instinct de ratier et reste très motivé par l'extermination des petits nuisibles. Il n'a pas de propension particulière à creuser, mais il peut en développer l'habitude par désœuvrement ou s'il est laissé seul pendant de trop longues périodes. 
Le Norfolk est un chien très sûr de lui, comme en témoignent son maintien et son allure, tête droite et queue dressée. Les individus timides ou agressifs sont atypiques. Son naturel est d'être confiant, gai et plein de vie. Il ne supporte pas d'être ignoré par son maître.

## Le Norfolk Terrier au travail
Les Norfolk Terriers étaient élevés à l'origine principalement pour débarrasser les granges des nuisibles. Il semble qu'ils ont également pu être utilisés à la chasse pour déloger de leurs terriers certains nuisibles d'une taille comparable à la leur. Ils étaient alors (et sont parfois encore) sollicités pour travailler en groupe de plusieurs chiens et devaient donc s'entendre avec leurs congénères, à l'extérieur et dans la maison. En groupe, le Norfolk travaille la proie à tour de rôle, sans peur et avec un courage incroyable. Leurs qualités sont aujourd'hui mises au service de leurs nouvelles fonctions, celles de chien d'agrément et d'animal de compagnie.

## Santé
L'espérance de vie d'un Norfolk Terrier est de 12 à 15 ans, certains sujets vivant jusqu'à 19 ans.  La race peut être sujette aux maladies cardiaques valve mitrale et articulaires luxation de la rotule, dysplasie de la hanche (observée fréquemment dans de très nombreuses lignées). Certains sujets peuvent être prognathes ou au contraire brachygnathes.
En matière d'élevage, la demande est très supérieure à l'offre, car les femelles Norfolk donnent généralement naissance à des portées de taille réduite.

## Toilettage

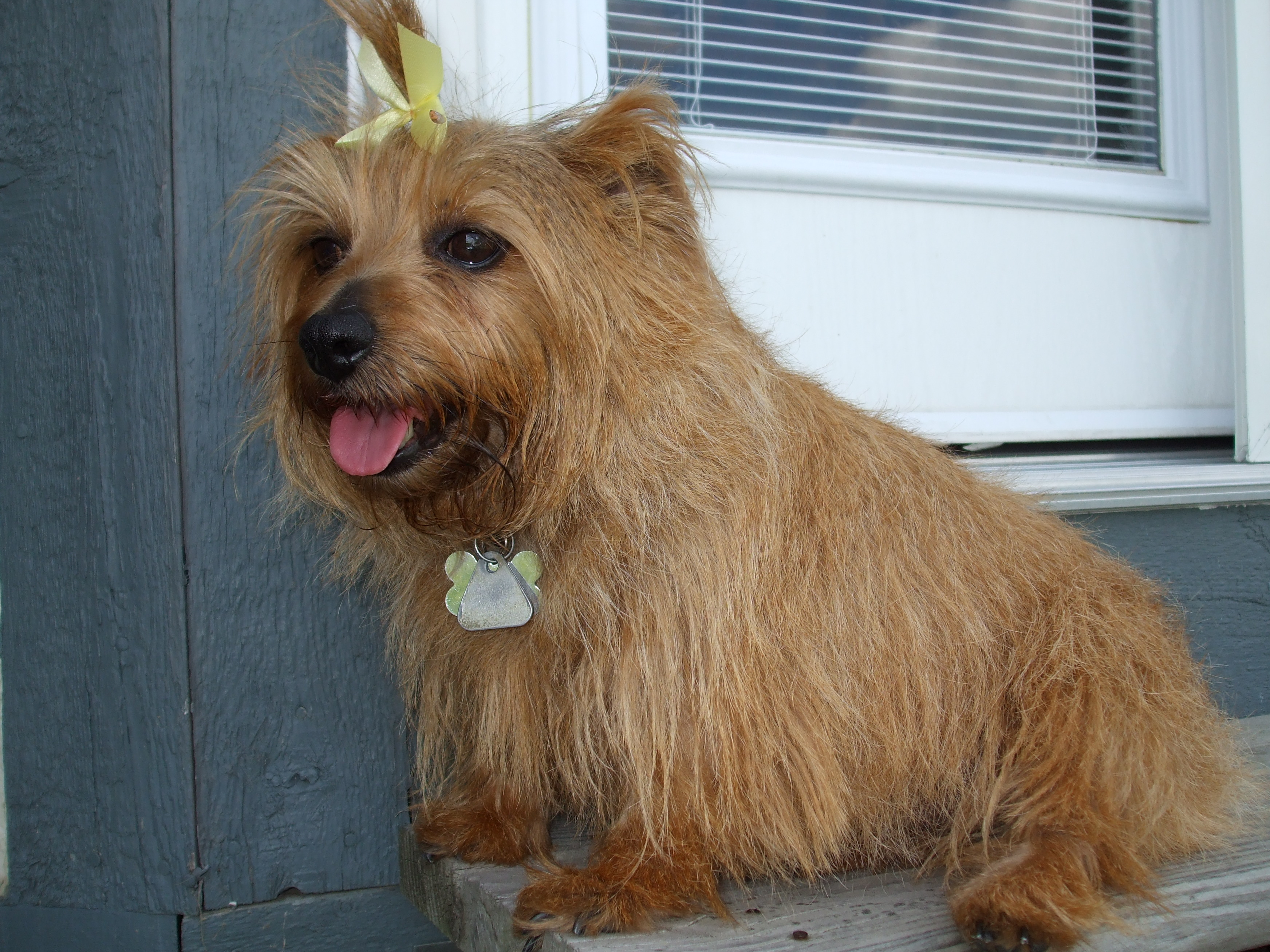
Un Norfolk Terrier récemment toiletté.

Le Norfolk appartient au type de terrier qui possède un double manteau : à l'extérieur un poil rêche et dur, avec un sous-poil soyeux et doux. L'idéal est de peigner le chien avec un peigne en fer une fois par jour, mais un peignage hebdomadaire est suffisant pour un animal de compagnie. Le manteau doit être épilé deux fois par an : une fois à l'automne et une fois au printemps. La tonte ou la coupe détruisent le pelage et lui font perdre ses caractéristiques.

## Historique de la race
Dans les années 1880, les Britanniques sélectionnèrent, dans l'est de l'Angleterre, une race de terrier de travail. On suppose que le Norwich Terrier et la variété à oreilles cassées qui serait connue plus tard sous le nom de Norfolk Terrier ont été obtenus à partir de croisements entre des lignées locales de Terriers, certains individus apparentés au Terrier irlandais et de petits chiens à robe rouge utilisés comme ratiers par les Gitans du Norfolk. 
Ils furent un temps baptisés Cantab Terrier quand la mode était, pour les étudiants de Cambridge, d'en avoir un dans sa chambre. Plus tard on les appela Trumpington Terrier, du nom d'une rue dans le voisinage du berceau de la race. Juste avant la Première Guerre mondiale, un Irlandais en vendit de grandes quantités aux États-Unis et ils furent momentanément rebaptisés Jones Terriers.
En 1932, le Norwich Terrier fut officiellement reconnu par le Kennel Club britannique et le premier standard de la race fut alors rédigé. l'American Kennel Club enregistra le premier Norwich Terrier en 1936. 
En 1964, le Kennel Club reclassifia la variété à oreilles tombantes pour en faire une race à part entière, qui fut baptisée  Norfolk Terrier, tandis que la variété à oreilles dressées conservait le nom de Norwich Terrier.  Cette distinction fut entérinée par l'American Kennel Club et le Canadian Kennel Cluben 1979.  
Au fil des générations, ces deux races ont développé des traits distinctifs à la fois physiquement et du point de vue du tempérament.